# Проспект Ленина (Якутск)
Проспект Ленина — главная улица Якутска. Проходит через три административных округа — Центральный, Октябрьский и Автодорожный, от улицы Хабарова до улицы Красноярова. Протяженность 2,9 км.

## Описание
Проспект Ленина начинается от улицы Хабарова недалеко от городской протоки реки Лены, проходит через его центр и заканчивается около Семинарского собора. Имеет протяжённость 2,9 км от улицы Хабарова до улицы Красноярова. На отрезке от улицы Хабарова до площади Дзержинского идёт на запад, затем, до площади Дружбы, идёт на юго-запад, после чего до самого конца идёт на юг.
Проспект имеет 14 перекрёстков и четыре полосы движения средней шириной 14 метров дорожного покрытия.
На проспекте расположены три главных площади города: Орджоникидзе, Ленина и Дружбы народов. На проспекте расположены административные здания городской и республиканской власти, академической науки и учреждения культуры: окружная администрация города Якутска, государственный академический русский драматический театр им. А. С. Пушкина, Саха академический театр им. П. А. Ойунского, Театр оперы и балета Республики Саха (Якутия) имени Д. К. Сивцева-Суоруна Омоллоона, Государственный комитет по ценовой политике-Региональной энергетической комиссии Республики Саха (Якутия), памятник академику Владимиру Петровичу Ларионову, управление Федеральной Службы по надзору в сфере природопользования по Республике Саха (Якутия), Институт космофизических исследований и аэрономии им. Ю. Г. Шафера СО РАН, Институт геологии алмаза и благородных металлов СО РАН, Институт биологических проблем криолитозоны СО РАН, Институт горного дела Севера им. Н. В. Черского СО РАН, Академия наук Республики Саха (Якутия), офис Якутского республиканского регионального отделения Коммунистической партии РФ, кинотеатр «Центральный», кинотеатр «Лена», Прокуратура Республики Саха (Якутия).

## История
Проспект Ленина возник в Якутске в XVIII веке и носил название Иркутский тракт. Тракт являлся центральным в городе, был наиболее длинным и широким из всех улиц Якутска.

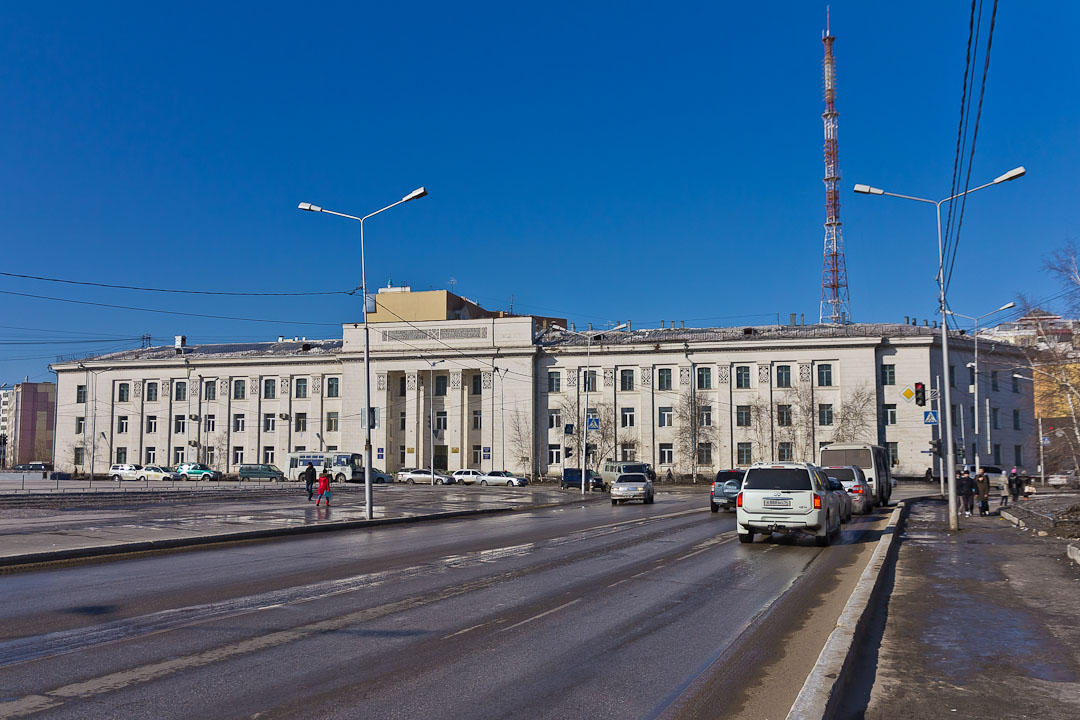
Якутск, пр. Ленина. Якутский научный центр Сибирского отделения Академии Наук РФ. Апрель 2012 года

В середине XIX века Иркутский тракт был переименован в Большую улицу, на которой располагались библиотека, дом губернатора и учебные заведения. После революции в 1918 году её переименовали в улицу Великой Февральской революции, в 1924 году — назвали улицей Великой Октябрьской революции, в 1934 году — улицей Октябрьской. Только в 1962 году улица обрела нынешнее название — проспект Ленина. С 1962 года, в честь 40-летия Якутской АССР, носит нынешнее название.
К 1970-м годам проспект украсила площадь, которая стала центром притяжения якутян. Здесь появились бронзовый памятник Ленину, Дом Советов (ныне — Дом Правительства № 1), здание Партийного просвещения (Детская школа искусств). Постепенно проспект оживлялся, старые здания сменяли новые, улица обрастала красивыми оградами, ларьками, яркой рекламой, баннерами, экранами и кондиционерами на фасадах зданий.

## Реконструкция 2021-2023 годов
7 октября 2021 года началась капитальная реконструкция проспекта Ленина. Капитальный ремонт проводился в рамках реализации национального проекта «Безопасные качественные дороги». Подрядчик ООО «Дорстрой». Стоимость реконструкции составила рекордные 1,5 миллиарда рублей. Городские власти обещали, что ремонтные работы завершатся к сентябрю 2022 года, но в ноябре 2022-го открыли участок от пересечения с ул. Каландаришвили до ул. Курашова. Проезд по всей главной столичной улице стал возможным только в сентябре 2023-го  .

### Старинные захоронения XVII века
В октябре 2021 года  в ходе ремонтных работ недалеко от Якутского научного центра СО РАН были обнаружены три старинных захоронения . Они оказались не единственными.  До конца ноября 2021 года здесь активно велись работы по установлению историко-культурной ценности найденных останков . Раскопки вели сотрудники Музея арктической археологии им. С.А. Федосеевой  Арктического научно-исследовательского центра  Академии наук РС(Я) под руководством Елены Соловьевой. Научным сотрудникам помогали добровольцы из студенческого археологического отряда «Диринг».
«Если изначально было обнаружено три захоронения, то сейчас выяснилось, что их там пять, в том числе одно коллективное», — сказал директор Музея арктической археологии Николай Кирьянов .
Каким образом могли оказаться человеческие останки на главной улице столицы, разъяснил председатель Якутского республиканского отделения «Всероссийского общества охраны памятников истории и культуры» Р.В. Васильев. В данном месте на плане города Якутска 1770 года обозначены целых две церкви — церковь Тихвинской Богоматери и церковь Николая Чудотворца с богадельнями. На плане города Якутска 1846 года церкви Тихвинской богоматери уже нет, но осталась церковь Николая Чудотворца. Как известно, свободные территории возле церквей отдавались под кладбища .

### Устранение недочетов капремонта
В ходе эксплуатации были выявлены серьезные недочеты. Активисты отделения Общероссийского народного фронта в Якутии в рамках общественного контроля за реализацией нацпроекта «Безопасные качественные дороги» совместно с представителями Минтранса республики, Окружной администрации «город Якутск» и подрядными организациями периодически проводили выездные совещания на месте работ. В ходе первого осмотра дорожного участка в июне 2022 года возле гостиницы «Полярная звезда» была произведена выемка части земляного полотна, в результате чего обнаружилось заполнение полученной полости водой .
«Проспект Ленина является центральным в городе, практически лицо столицы республики, и качество дорожных работ должно соответствовать. При комиссионном осмотре участка на перекрестке с ул.Кирова на протяжении 200 метров обнаружились нестабильные грунты, которые были перенасыщены влагой. Подобная проблема имеется и на другом участке пересечения с ул. Аммосова в сторону ул.Курашова, где так же была проведена выемка. По мнению дорожных специалистов, наличие таких грунтов приведет к нестабильности дорожного сэндвича, и как следствие к разрушению дорожного полотна. В данном случае мы обратились к главе города с предложением провести проверку соответствия проектных решений для реконструкции дороги по пр.Ленина. Результат уже имеется, с сегодняшнего дня происходит извлечение нестабильного дорожного полотна, и замена его нормативным грунтом. Мы будем держать под контролем развитие ситуации», — сказал член регионального штаба ОНФ в Якутии Олег Маклашов. Нарушения были исправлены, но вызвали большие нарекания как со стороны общественности , так и представителей республиканской власти.

### Капремонт проспекта Ленина завершился к Дню города
9 сентября 2023 года к Дню города Якутска (391-летие со дня основания) проспект Ленина был открыт после капитального ремонта, который длился с 2021 по 2023 год . Автомобильная дорога осталась четырёхполосной, ширина не изменилась, по краям были организованы водосборные лотки. Тротуарную плитку заменили на гранит, а переходы к тротуарам спроектированы для комфортного передвижения колясочников. С двух сторон дороги уложены асфальтированные велосипедные дорожки шириной два метра. Также заменены опоры освещения, все автобусные остановки приведены к единому стилю, посажены деревья, кустарники, которые приспособлены к природно-климатическим условиям Якутии. Вдоль всего проспекта установлены новые скамейки. Кроме того, запланирован ремонт фасадов зданий на проспекте Ленина и монтаж фасадного освещения.

Капитальный ремонт в 2022 году
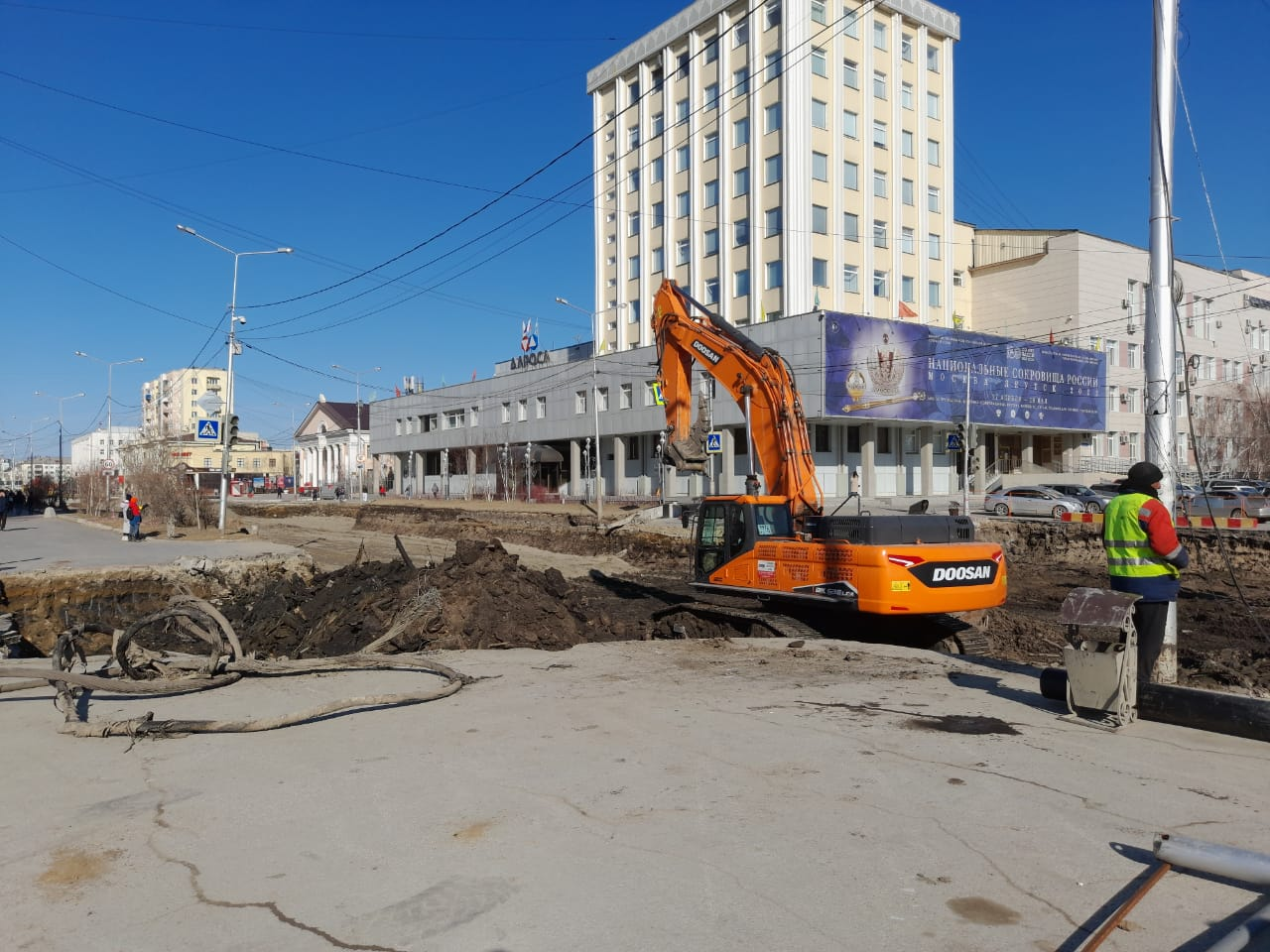
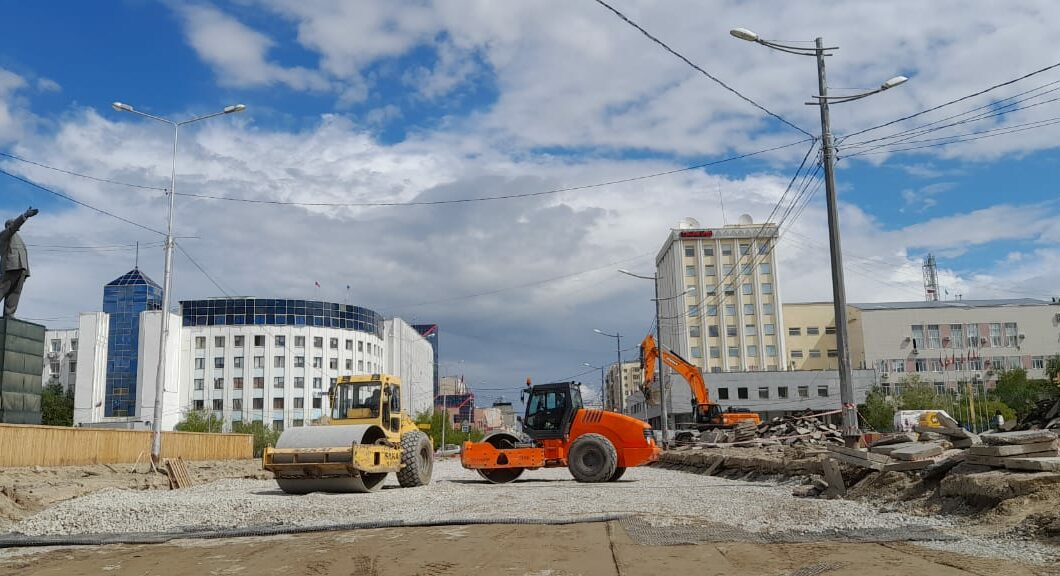

## Известные жители
- Андреев Никита Васильевич — (1913—1981) советский хозяйственный, государственный и политический деятель. Председатель Госплана ЯАССР (1959)—1962), депутат Верховного Совета СССР и ЯАССР. Жил в доме на пр. Ленина, 21.
- Антонов Николай Климович — (1919—2002) — советский и российский учёный-лингвист (тюрколог), доктор филологических наук (1973), профессор (1976), действительный член международной Тюркологической академии. Жил в доме на пр. Ленина, 44.
- Башарин Георгий Прокопьевич —(1912)—1992) — советский и российский историк, общественный деятель, доктор исторических наук, профессор, заслуженный деятель науки РСФСР и ЯАССР. Жил в доме на пр. Ленина, 23.
- Григорьев Спиридон Алексеевич — (1910—1986) — советский театральный режиссёр, актёр и педагог, народный артист РСФСР (1957). Жил в доме на пр. Ленина, 42.
- Григорян Грант Арамович — (арм. Հրանտ Արամի Գրիգորյան; 1919—1962) — советский композитор, педагог и теоретик музыки. Заслуженный деятель искусств Якутской ССР (1957). Заслуженный деятель искусств РСФСР (1958).  Жил в доме на пр. Ленина, 21.
- Гурьев Дмитрий Афанасьевич — (1906—1982) — советский врач-хирург. Заслуженный врач Якутской АССР (1974) и РСФСР (1951). Депутат Верховного Совета Якутской АССР II созыва (1947—1951). Почётный гражданин Якутска и Сунтарского района Якутии. Жил в доме на пр. Ленина, 21.
- Еловская Лия Григорьевна — (1917—2012) — основоположник картографирования и издания почвенных карт в Якутии, доктор сельскохозяйственных наук, профессор, заслуженный ветеран СО РАН, заслуженный деятель науки РСФСР. Жила в доме на пр. Ленина, 44 [29] .
- Кузьмин Валерий Ильич — (1918—1983) — командир Якутского объединённого авиационного отряда Якутского управления гражданской авиации, Герой Социалистического Труда, первый лётчик из народа якутов. Жил в доме на пр. Ленина, 21.
- Нартахова Мария Дмитриевна — (1906—1987) — советский партийный, государственный деятель. С 1954 по 1964 год — Председатель Президиума Верховного Совета Якутской АССР. Жила в доме на пр. Ленина, 21.
- Новиков Владимир Михайлович (Кюннюк Урастыров; 1907—1990) — якутский поэт. Народный поэт Якутской АССР. Почётный гражданин города Якутска. Жил в доме на пр. Ленина, 19.
- Петров Дмитрий Дмитриевич — (1921—1994) — заслуженный деятель науки РС(Я), заслуженный ветеран СО АН СССР, Почетный гражданин Усть-Алданского улуса (района), кандидат исторических наук. Жил в доме на пр. Ленина, 44.
- Попов Леонид Андреевич — (1919—1990) — якутский поэт, переводчик. Народный поэт Якутии. Жил в доме на пр. Ленина, 19.
- Саввин Степан Афанасьевич — (Кун Дьирибинэ,1903—1970) — якутский советский поэт-сатирик, переводчик, редактор. Член Союза писателей СССР (с 1944). Жил в доме на пр. Ленина, 42.
- Слепцов Марк Дмитриевич — (1916—1989) — якутский советский театральный актёр и режиссёр, народный артист РСФСР (1972). Один из первых профессиональных артистов якутской драмы. Жил в доме на пр. Ленина, 42.
- Слепцов Марк Маркович — (1942—2007), пианист, концертмейстер, заслуженный артист Якутии. Жил в доме на пр. Ленина, 42.
- Слепцова Матрена Васильевна — (1916—1995) — якутская советская театральная актриса, народная артистка РСФСР (1962). Жила в доме на пр. Ленина, 42.
- Суханов Нариман Валентинович — (1933—2011) — советский государственный деятель, градостроитель, главный архитектор г. Якутска, основатель Союза архитекторов Якутии. Жил в доме на пр. Ленина, 10.
- Туралысов Георгий Михайлович — (1903―1970) ― советский и российский художник-декоратор, первый профессиональный художник театра в Якутии. Заслуженный деятель искусств РСФСР. Жил в доме на пр. Ленина, 42.
- Федоров Михаил Михайлович — (1920—2007) — основатель высшего юридического образования в Якутии, доктор юридических наук, профессор, Почетный член Академии наук РС(Я). Жил в доме на пр. Ленина, 23.
- Ходулов Дмитрий Федорович — (1912)—1977) — советский якутский актёр, театральный режиссёр, мастер художественного слова. Народный артист СССР (1958), депутат Верховного Совета СССР 6-го созыва, Почётный гражданин Мегино-Кангаласского улуса. Жил в доме на пр. Ленина, 46.
- Чудинов Григорий Михайлович — (1905—1985) — заслуженный энергетик РСФСР, заслуженный деятель науки Якутской АССР, организатор отдела энергетики Якутского филиала АН СССР, кандидат экономических наук, видный ученый и инженер, крупный общественный деятель. Жил в доме на пр. Ленина, 21 [30].
- Эргис Георгий Устинович (Гермогенов; 1908—1968) — советский якутский фольклорист, лингвист, этнограф, философ. Кандидат филологических наук (1949), Заслуженный деятель науки Якутской АССР (1962). Жил в доме на пр. Ленина, 44.

## Транспорт
Семь остановок общественного транспорта:
- остановка «Соцзащита»;
- остановка «Кинотеатр «Центральный»;
- остановка «Площадь Ленина»;
- остановка «Площадь Дружбы»;
- остановка «Кинотеатр «Лена»;
- остановка «Красноярова».